# Аграба
А́граба (англ. Agrabah) — вымышленный арабский город-государство, в котором разворачиваются события диснеевского мультфильма «Аладдин» и дальнейших его сиквелов.

## История создания

### «Аладдин» (1992)
Действие музыкального анимационного фильма компании «Дисней» 1992 года — «Аладдин» — изначально планировалось провести в Багдаде, но из-за событий в Ираке продюсерам пришлось изменить свои планы. В 2015 году один из режиссёров этого мультфильма Джон Маскер рассказывал:

Сначала мы планировали, что действия будут происходить в Багдаде, но потом началась война в Персидском заливе — первая война в заливе. Рой Дисней сказал: «Это не может происходить в Багдаде». Тогда я переставил буквы в произвольном порядке и придумал Аграбу. Мы придумали несколько вариантов.Оригинальный текст (англ.)We kept it Baghdad in our first treatment, and then the Gulf War happened — the first Gulf War. Roy Disney said, ‘This can’t be in Baghdad.’ So, I took letters and did a jumbled anagram and came up with Agrabah. We came up with a few alternates.

Он также опроверг фанатскую теорию о том, что Аграба — это «постапокалиптический, футуристический город, или город, существовавший в какое-то другое время».

### «Аладдин» (2019)
В преддверии выхода в 2019 году полнометражного фильма «Аладдин» режиссёра Гая Ричи съёмки велись в студии Longcross Studios в графстве Суррее, Англия, и в пустыне Вади-Рам в Иордании. Художник-постановщик Джемма Джексон в одном из интервью отметила, что создала Аграбу как портовый город, куда «всё прибывает и уходит на кораблях, что даёт Аграбе довольно хорошую связь с остальным миром». Джексон представляла Аграбу шумным, ярким городом, «кишащим деталями и прочим». Она сравнила Аграбу с Намибией, «где пустыня буквально спускается к морю, и это удивительно красиво».
Джексон заявила, что изначально велись переговоры о съёмках «Аладдина» в Марокко и о том, чтобы это было местом действия Аграбы, но «требования, которые собирались предъявлять к съёмочной площадке, были настолько конкретными, что было бы безумием пытаться встроить её в какое-то место». По её мнению, это могло бы помешать создать вымышленную Аграбу.
Так, до этого она совершила поездку в Марокко и сделала «большой перегон с большим количеством архитектурных деталей — дверей, окон, большого количества дерева». Художник-постановщик исследовала персидскую архитектуру и мозаику. Она позвонила своим контактам в Индии и дала им «достаточно точные инструкции о том, что мы ищем, а затем они прислали пару контейнеров, наполненных горшками, древесиной и множеством других прекрасных плетёных изделий».
Вскоре Джексон и её команда построили декорации размером с два футбольных поля на юго-востоке Англии, превратив залитый дождём вид на Суррей в «яркий, пыльный и шумный портовый город с тысячелетней историей». Художественному отделу потребовалось 15 недель, чтобы построить большую Аграбу. И «Дисней», и Гай Ричи должны были решить, как обновить «Аладдин» и его актёрский состав, чтобы избежать культурных неточностей и стереотипности мультфильма 1992 года, таких как изображение уличных продавцов Аграбы жадными и гротескными или описание Аравии в текстах песен.
Джемма Джексон рассказывала, что для проектирования султанского дворца ею был найден деревянный состаренный и выкрашенный золотом бирманский монастырь, который стал основой здания. Затем, чтобы создать интерьер, Джексон обратилась к различным декоративным предметам. Центральным элементом дворцового двора стало настоящее живое 1000-летнее оливковое дерево.  Самым важным элементом дизайна Аграбы и дворца, по словам Джексон, была пышная растительность и флора, которые она включила в открытые пространства города и дворца.
Вице-президент Disney по вопросам мультикультурного взаимодействия Джули Энн Кроммет объяснила, что в «Аладдине» вымышленная Аграба во многом представляет собой гибридный город. Она сказала, что у команды, работавшей над фильмом, «было реальное намерение, чтобы Аграба стала центром Шёлкового пути и отражала разнообразие и движение того, что мы можем приблизительно истолковать как тот период времени, который также был золотым веком для региона».
Хотя в обоих фильмах об Аладдине открыто говорится о том, что город не является представлением одного региона или страны, есть некоторые проблемы с тем, как изображаются люди, живущие в этих обширных районах мира.

## Физико-географическая характеристика

### Географическое положение
Как говорит рассказчик в первые минуты мультфильма «Аладдин», Аграба находится недалеко от реки Иордан. Однако рассказчик также описал его как место, где «верблюды окрест караванами чинно бредут», что реже встречается у реки Иордан и чаще встречается в арабских странах Марокко и Алжире. Одна сторона города расположена на берегу моря или залива. О времени действия в сериале не говорится ничего определённого. Несколько персонажей упоминают в фильме Аллаха. Город был основан человеком по имени Хамед — предком Султана и Жасмин. В управлении городом Султану помогает его совет, состоящий из различных дипломатов. Одним из известных членов совета был Джафар, который служил королевским визирём Султана.
Аграба описывается как «город тайн и очарований», и поэтому на протяжении своего существования он неоднократно сталкивается с волшебством, некоторые из фантастических персонажей включают колдунов, джиннов и летающих ковров.
Согласно мультсериалу «Аладдин», Аграба является одним из семи соседних государств, известных как Семь пустынь. Каждое из них занимает часть пустыни, которая занимает большой круг, образованный границами каждого королевства. Вне их юрисдикции лежат другие пустынные королевства, такие как Страна Чёрных Песков, подземное королевство Аль Мадди и древний город Месмария.  За Семью Пустынями лежат ещё более далёкие земли, такие как Ледяной Север, варварское королевство Одифероус, влажный тропический лес, и наконец родина Механикуса и Геркулеса — Древняя Греция.
Помимо Дворца Султана, достопримечательности Аграбы включают базар, близлежащую пустыню с её Пещерой чудес и Королевскую академию.
Доктор экономических наук, кандидат юридических наук и профессор РАН Ренат Беккин отмечает, что Аграба является «олицетворением роскоши Востока». По его мнению, название «Аграба» — искажённое название реального города Агра. 
Также есть мнение, что иранский город Йезд послужил прообразом Аграбы.
Исследователь Насер Аль-Таи делится мнение, что топоним Agrabah мог получится из арабского aqrab, что переводится как «скорпион». Здесь также звучит искаженное, видоизмененное слово «араб» (arab). Однако исследовательница Молли Мелия-Тина Теодосси, вспоминая события с Саддамом Хусейном, увидела в Аграбе Кувейт.

### Климат
Природно-климатические характеристики региона, где расположена Аграба, в целом близки к реальной географии арабских стран. В Аграбе очень жарко и сухо, царит палящее солнце, однако ночи для пустынь довольно холодные. Иногда в кадре показываются песчаные барханы, верблюды, пальмы. Нередки песчаные бури, дует сильный жаркий ветер сирокко. В большинстве случаев жизнь сосредоточена в оазисах. Влага быстро испаряется или уходит под землю, насыщая скрытые под землей поры.

### Животный мир
В Аграбе обычны скорпионы, привыкшие к песку, есть рептилии, верблюды. Кроме того, в «Запахе беды» Аладдин встречает ящериц, очень похожих на ядозуба. Появившийся в одном из эпизодов ужасающий гигантский червь на окраине Аграбы напоминает монгольское легендарное существо олгой-хорхой. Существо, на котором ездил охотник за джиннами Мухтар, оказывается копией вымершей птицы форорак.

## Население
Кандидат исторических наук Арсений Богатырёв классифицирует город-государство Аграбу как абсолютную монархию. Аграба — плавильный котёл социальных классов; при этом, богатые, как правило, живут ближе к дворцу Султана, а бедные живут ближе к входной стене Аграбы. Город охраняет Королевская стража во главе с Расулом.
Менее богатые граждане Аграбы широко известны как «уличные крысы» и как группа маргинализируются. В городе также есть печально известный преступный мир, в частности, один район известен как «Кварталы воров». Типичные жители Аграбы «застряли» в полуразрушенных трущобах, пытаясь прокормить себя, и даже дети вынуждены просеивать мусор в поисках пропитания. Неимущие не могут найти достойную работу, им приходится воровать, они пополняют ряды преступных элементов.
Хотя Аграба, по-видимому, описывается как плавильный котёл этнических групп, эта концепция исходит из мультфильма 1992 года. Критики говорят, что продюсеры фильма использовали описание «плавильного котла» как предлог, чтобы быть более ленивыми в кастинге. Эксперт по репрезентации арабов и мусульман в СМИ США Эвелин Алсултани отметила, что «арабы, персы и выходцы из Южной Азии не одно и то же, и представление их как таковых укрепляет ориенталистские представления о взаимозаменяемости. Стирая различия между культурами и людьми MENA, создаётся впечатление, что создатели фильма говорят, что „коричневый“ есть „коричневый“, и мы все для них в основном одинаковы». В фильме 2019 года для декораций были использованы турецкие, персидские и исламские мотивы. Второстепенные персонажи носят одежду самых разных культур, включая афганские пайраны, индийские сари, оманские кинжалы и тюрбаны из разных культур.

## Экономика
Экономика Аграбы довольно отсталая и является традиционной. Это в основном сельскохозяйственный район, где используются несложные технологии для обработки почвы с помощью мотыги. Среди выращиваемой продукции — фига (инжир), финики. Судя по ассортименту на местном рынке, вероятно, частично развито бахчеводство, продаются яблоки и фундук, а также экзотический продукт — гуаву. Разнообразие продуктов не такое большое, в основном это продукты сельского хозяйства, фрукты, изделия ручной работы.
Судя по всему, Аграба и окрестности испытывают значительный дефицит чистой питьевой (и не только) воды. Жидкость настолько ценна, что продаётся на рынке.
Как и во многих восточных странах, базар является средоточием общественной и экономической жизни. Он не крытый, находится в пределах городских стен. Рынок очень важен для благосостояния города, через него проходит важный торговый путь, сюда съезжаются купцы из дальних стран.

## Культура
В мультсериале присутствует «дыхание» разных культур, где смешаны воедино «части» разных стран. Внешний вид Аграбы создан из множества разных реальностей. Форма скал, окружающих Аграбу, напоминает пейзаж Омана. Глубокие подземелья, куда спустился колдун Джафар, могли бы быть построены в каком-либо городе в Иране в качестве укрытия от солнца.
В эпизоде «Затерянный город Солнца» замечены вавилонские элементы, а чёрный обелиск, грозивший своей страшной тенью Аграбе, вероятно, был вдохновлён событиями эпохи Древнего мира, когда ассирийский царь Салманасар III вёл ожесточённые войны с израильтянами.
Также в культуре Аграбы присутствует и африканская культура: персонаж Нефир выглядит по-египетски, кровь древнеегипетских богов течёт в жилах злодейки Мираж. В мультсериале есть иллюстрация Анубиса (проводника бога в загробный мир), а голова злого Нефира увенчана шапкой, похожей на корону фараонов Верхнего Египта хеджет. Головной убор в виде скорпиона, с помощью которого Абис Мал превращал людей в лёд, был заимствован с изображений египетской богини Селкет.
В культуре Аграбы также есть часть культуры Восточной Азии. Например сама китайская реминисценция, согласно которой история о волшебной лампе происходит из китайского фольклора. Китай снова появляется в эпизоде «Крайности сходятся», где показаны отдельные цивилизационные особенности этой страны, например элементы философии инь и ян. В серии «Нам акула-каракула по зубам» на мотив русалки и влюблённого в неё осьминога, возможно, повлияла гравюра японского художника Хокусая «Сон жены рыбака».
В Аграбе также представлена культура Древней Греции: Аль-Грязины превращаются в кентавров, крылатых пегасов, порхают грифоны, персонаж Минос и прочее. Царица Гиппсодет управляет женщинами-воительницами, известными из древних легенд. «Забег» со смертельными препятствиями и испытаниями, устроенный королевой для героев «Аладдина» в эпизоде «Султан не промах», похож на гипертрофированные Олимпийские игры.
Средневековая Европа в мультсериале представлена князем Ангутмой, его женой-богатыршей, их сыном, военачальником Гаудой и членами племени. Хотя эти дородные мужчины кажутся точь-в-точь родственниками галльского Обеликса, имя полководца Гауда предполагает, что он прибыл из Южной Голландии (Gauda) с берегов реки Гауды, известной своими сырами, однако эти места получили известность с XII века.

### Архитектура
Аграба основана на классическом Багдаде. Однако в более широком смысле город представляет собой более широкую классическую исламскую культуру, которая в этот период охватывала Ближний Восток, Северную Африку, Среднюю Азию и части индийского субконтинента, включая такие исламские империи, как Аббасидский халифат, Османская империя, Сефевидская Персия и Империя Великих Моголов. 
Архитектура Аграбы (включая её дворец и рынок) была вдохновлена исламской архитектурой, которая включает в себя элементы арабской, персидской и индо-исламской архитектуры. Таким образом, планировка Аграбы соответствует традициям мусульманских стран определённого периодам: изображена застройка махалля, сложные уличные лабиринты. 
В Аграбе царствует антисанитария: много крыс и различных насекомых, есть голуби.
Силуэты королевского Дворца Султана отдалённо напоминают Тадж-Махал. Официальные подтверждения того, что именно Тадж-Махал вдохновил создателей «Аладдина» изобразить дворец Аграбы, отсутствуют. Однако общее сходство историй развеивает сомнения: мечеть была построена в XVII веке по приказу падишаха в память о жене, умершей при родах, похожая история разворачивается и в мультфильме — Султан в одиночку воспитывает свою дочь Жасмин. Кроме того, Тадж-Махал находится в городе Агра, а мультяшный дворец — в вымышленном городе Аграба, что, по всей видимости, является искажённым названием реального города Агры. Город Агра также имеет соседний город под названием Бах.
Сравнивая архитектуру дворца Аграбы с архитектурой реальных дворцов, профессор РАН Ренат Беккин пишет, что «в действительности она во многом зависела от кошелька и вкуса заказчика строительства. Без точной привязки к эпохе и местности, сложно рассуждать, мог дворец правителя выглядеть так, как он показан в мультфильме, или не мог».

## Оценки
Вступительная песня мультфильма «Аладдин» «Арабская ночь» вместе с выходом фильма вызвала в 1990-х годах бурную критику. В оригинальном тексте песни регион Аграба описывается как место, «где вам отрежут ухо, если им не понравится ваше лицо» (англ. where they cut off your ear if they don’t like your face). Оригинальная песня также включает характеристику того, что этот регион «варварский, но эй, это дом» (англ. it's barbaric, but hey, it's home).
В 2015 году американская служба Public Policy Polling провела социологический опрос среди сторонников Республиканской партии. Исследование показало, что почти 30 % американцев, планирующих поддержать республиканцев на предстоящих президентских выборах, выступают за бомбардировку вымышленного города Аграба. В то время как 57 % опрошенных поставили под сомнение необходимость бомбардировки города, против выступили 13 %. При этом наиболее агрессивно к Аграбе отнеслись сторонники кандидата в президенты Дональда Трампа (идею поддержали 41 %). За ним следуют сторонники Рика Санторума (34 %) и Криса Кристи (33 %). Аналогичный вопрос социологи задали сторонникам Демократической партии. Из них 19 % поддержало бомбардировку Аграбы, а 36 % выступили против. При этом в опросе не уточнялось, что Аграба — вымышленный город. Профессор права в Университете Джорджа Мейсона Илья Сомин в своей статье в The Washington Post раскритиковал этот опрос, заявив, что социологам легко манипулировать американцами из-за отсутствия у них знания о том, что Аграба — несуществующий город. Сомин пояснил, что всё это является частью «широко распространённого политического невежества». Обозреватель указал, что слово «Аграба» звучит «как-то по-арабски, и респонденты опроса могли предположить, что социолог спрашивает о бомбардировке, потому что там есть радикальные исламистские террористы».
В фильме 2019 года «Аладдин» вступление претерпело изменения. Так, когда Уилл Смит поёт «Арабскую ночь», он говорит «хаотичный» вместо «варварский». При обновлении фильма и его содержания Дисней обратился за советом к Мусульманскому совету по связям с общественностью, группе защиты интересов Лос-Анджелеса, а также к группам, «состоящим из ближневосточных, южноазиатских и мусульманских учёных, активистов и творческих людей». Благодаря вкладу консультативной группы в фильме удалось избежать грубых изображений, которые можно найти в мультфильме 1992 года. Кроме того, консультанты помогли обеспечить правильное отображение любого текста на арабском языке и сделать обстановку и одежду более реалистичными с точки зрения культуры.
Хотя Аграба выдумана, некоторые люди могут утверждать, что это не оправдание. Ближневосточный критик Маха Альбадрави отмечал следующее:

Я понимаю, что Аграба — это вымышленное объединение, но сейчас мы живём во времена, когда можно создавать правдоподобные вымышленные миры, населённые цветными людьми — вспомните Ваканду из «Чёрной пантеры» и Моту-Нуи из «Моаны».Оригинальный текст (англ.)I understand that Agrabah is a fictional amalgamation but we now live in a time in which it is possible to build believable fictional worlds inhabited by people of colour — think Wakanda from Black Panther and Motunui from Moana.

Другие говорят, что обвинения в расизме преувеличены. Сторонники фильма указывают на то, что Аграба, несмотря на то, что она якобы основана на реальном городе, является вымышленной. Они также призывают сосредоточить внимание на больших успехах, достигнутых фильмом 2019 года в том, что он стал более разнообразным и инклюзивным.
По данным брокера Mojo Mortgages, «султанский дворец площадью около 1,15 м кв. футов состоит из 12 башен, тронного зала, обнесённых стеной садов, логова и подземелий и расположен на двух этажах. Чтобы оценить дворец, Mojo Mortgages рассмотрела аналогичные объекты для продажи в Индии и объединила это со стоимостью текущей стоимости Тадж-Махала в Индии». По словам брокера, дворец стоил бы 975,9 млн $ долларов (на май 2020) и был бы расположен в Индии.